# The True Human Design
The True Human Design — міні-альбом шведського метал-гурту Meshuggah. Він був виданий лейблом Nuclear Blast 19 серпня 1997 року в Європі і 25 листопада 1997 в США.

## Список композицій
| #  | Назва                                    | Тривалість |
| -- | ---------------------------------------- | ---------- |
| 1. | «Sane» (demo)                            | 4:08       |
| 2. | «Future Breed Machine» (live)            | 5:29       |
| 3. | «Future Breed Machine» (версія Mayhem)   | 8:13       |
| 4. | «Futile Bread Machine» (версія Campfire) | 3:30       |
| 5. | «Quant's Quantastical Quantasm»          | 7:31       |
| 6. | «Friend's Breaking and Entering»         | 6:49       |

## Учасники запису
- Єнс Кідман — вокал
- Фредрік Тордендаль — соло-гітара, бас-гітара, бек-вокал
- Мортен Гаґстрем — ритм-гітара, бек-вокал
- Томас Гааке — ударні, вокал в «Futile Bread Machine» і «Sane» (demo)
- Ґустав Гільм — бас-гітара в «Future Breed Machine» (live)[2]